# Chloroclystis oceanica
Chloroclystis oceanica là một loài bướm đêm trong họ Geometridae.